# PURG
PURG‏ (Purine rich element binding protein G) هوَ بروتين يُشَفر بواسطة جين PURG في الإنسان.